# Ernst Mack
Ernst Mack (* 30. November 1953 in Aachen) ist ein deutscher Maler, Zeichner und Experimentalmusiker.

## Leben
Ernst Mack wurde 1953 in Aachen als Sohn des Kriegsheimkehrers und Kaufmanns Herbert Eberhard Mack (1920–1966) und seiner Frau, der Kauffrau Hannelore Katharina Mack, geb. Krauss (1924–2012), geboren. Als der Vater an gesundheitlichen Spätfolgen der Kriegsgefangenschaft verstarb, folgte Mack 1967 dem Wunsch der Mutter und besuchte das Internat Heiligkreuz in Donauwörth.
1969 kehrte Mack wieder zurück nach Aachen und erlangte 1971 an der David-Hansemann-Realschule die mittlere Reife. Nach einem Praktikum bei einem Goldschmied begann er 1973 den Studiengang Objektdesign an der FH Aachen, wo er ein Schüler von Professor Ernst Wille war. 1980 absolvierte er dort sein Examen mit Diplomgraduierung zum Designer. Ernst Mack lebt und arbeitet seitdem als freischaffender Künstler in Aachen.

## Werk
Mack setzt sich in seinem umfangreichen Werk, malerisch mit Erkenntnissen aus der experimentellen elektronischen Musik auseinander. Für durch Synthesizer erzeugte Klangereignisse, entwickelte er eine eigene Notations- und Farbensprache, welche die Grundlage seines bildnerischen Werks darstellt.

### Werke (Auswahl)
- 1992 Der Kreuzweg (Ankauf der Stadt Aachen für das Suermondt-Ludwig-Museum)

### Ausstellungen (Auswahl)
- 1974 „Das Labor“ Gelsenkirchen-Buer
- 1976 „Klangraum“ Galerie 55 51, Mönchengladbach
- 1979 „Dataismen“ Burtscheider Schule, Aachen
- 1981 „Das Konzil“ Internationales Künstlerplenum, Stuttgart
- 1982 „Kammermusik und Malerei“, St. Clemens, Köln
- 1982 „Documenta 7“, Kassel
- 1983 „Kammermusik und Malerei“ St. Nikolaus, Bonn
- 1986 „Kreuzwege und Partituren“ Atelierausstellung, Aachen
- 1986 „Kunstforum“, Neuer Aachener Kunstverein (mit J. Zeltinger)
- 1988 "Kabinett im Neuen Aachener Kunstverein
- 1989 „Code“ Burg Stolberg (mit G. Duchêne)
- 1992 Kunstverein Eschweiler (mit M. Sukrow)
- 1992 Ankauf der Stadt Aachen für das Suermondt-Ludwig-Museum
- 1992 „Partnerschaft“, Suermondt-Ludwig-Museum/Neue Galerie, Aachen
- 1992/1993 „Ernst Mack“, Galerie Theißen, Aachen
- 1993 „Wir drei“, Aula Carolina, Aachen (mit J. Medved und M. Sukrow)
- 1995 „Zweiklang mit Ernst Mack und Manfred Sukrow“, St. Peter, Aachen
- 1997 „Synthese“, ProSieben Media AG, München (mit H. Huwer und J. Medved)
- 1997 „Synthese“, ProSieben Media AG, Dresden, Deutsche Werkstätten (mit H. Huwer und J. Medved)
- 1998 „Ernst Mack“, Städtische Galerie Neunkirchen, Neunkirchen
- 2000 „Künstler in Aachen heute“, Ludwig Forum für Internationale Kunst, Aachen
- 2010 „30 Jahre Kunst in St. Clemens“, Kunstforum St. Clemens, Köln
- 2013 „Ernst Mack“, Galerie Nova, Aachen

## Auszeichnungen (Auswahl)
- 1992: Förderpreis der Stadt Aachen durch Ankauf